# Baggård, Nordmalings kommun
Baggård är en av de medeltida byarna i Nordmalings kommun. Den omnämns tidigast i den hjälpskattebok ("gärder och hjälper") som upprättades 1535. I Gustav Vasas jordebok över Ångermanland från 1550 har Baggård tre skattebetalande bönder.
Byn ligger nordost om Sunnansjön, nära byn Ledusjö. Väg 353 går genom byn.